# Deportivo Alavés
O Deportivo Alavés é um clube de futebol da Espanha, situado na cidade de Vitoria-Gasteiz, na região do País Basco. Nunca foi campeão da La Liga, tendo como sua melhor classificação um 6º lugar na temporada 1999/2000.
Seu estádio é o Estádio Mendizorroza, construído em 1924 e que possui capacidade para receber 19.840 torcedores. Suas cores são azul e branco. Atualmente, disputa a La Liga.

## História
O Deportivo Alavés nasceu pela afeição ao futebol nas províncias limítrofes, o nome adotado no começo foi Sport Friends até que em 21 de janeiro de 1921 o nome mudou para o que conhecemos atualmente. Desde o dia de sua criação até hoje não são poucas as datas inesquecíveis para este time.
Deste modo, o Alavés começou na temporada 1920/21 em que jogou na série B. Seu primeiro presidente foi Hilario Dorado. Na Temporada de 1929/30 conseguiu o esperado acesso à Divisão de Ouro, esta ilusão só durou três temporadas e anos mais tarde se afundou na Terceira Divisão estando a ponto de desaparecer em várias ocasiões.
Anos mais tarde a equipe enfim se consolidou na Divisão de Prata do futebol espanhol como um dos clubes mais poderosos da categoria. E pelo time passaram jogadores de grande prestígio como Ortigosa, Valdano, Pavón, Urquía, Uriona e Sánchez Martín, que defenderam na década de 70 a camiseta azul e branca.
Seu maior sucesso desportivo aconteceu em 2001, quando no ano de sua estreia na competição europeia, foi finalista da Taça da UEFA contra o Liverpool, sendo derrotado por 5 a 4 com um gol de ouro na prorrogação.

## Presidentes
- 1921-1923 Hilario Dorado
- 1923-1928 Jose Gabriel de Guinea
- 1928-1929 Federico Del Campo
- 1929-1930 Félix Alfaro
- 1930-1931 Valentín Verástegui
- 1931-1934 Ángel Gareizabal
- 1934-1936 Luis Villanueva
- 1936-1944 Luis Marso Ruiz
- 1944-1946 Fernando De Verástegui
- 1946-1947 Pedro Orbea
- 1947-1951 José María Aresti
- 1951-1955 Carlos Caballero
- 1955-1956 Luis Molina

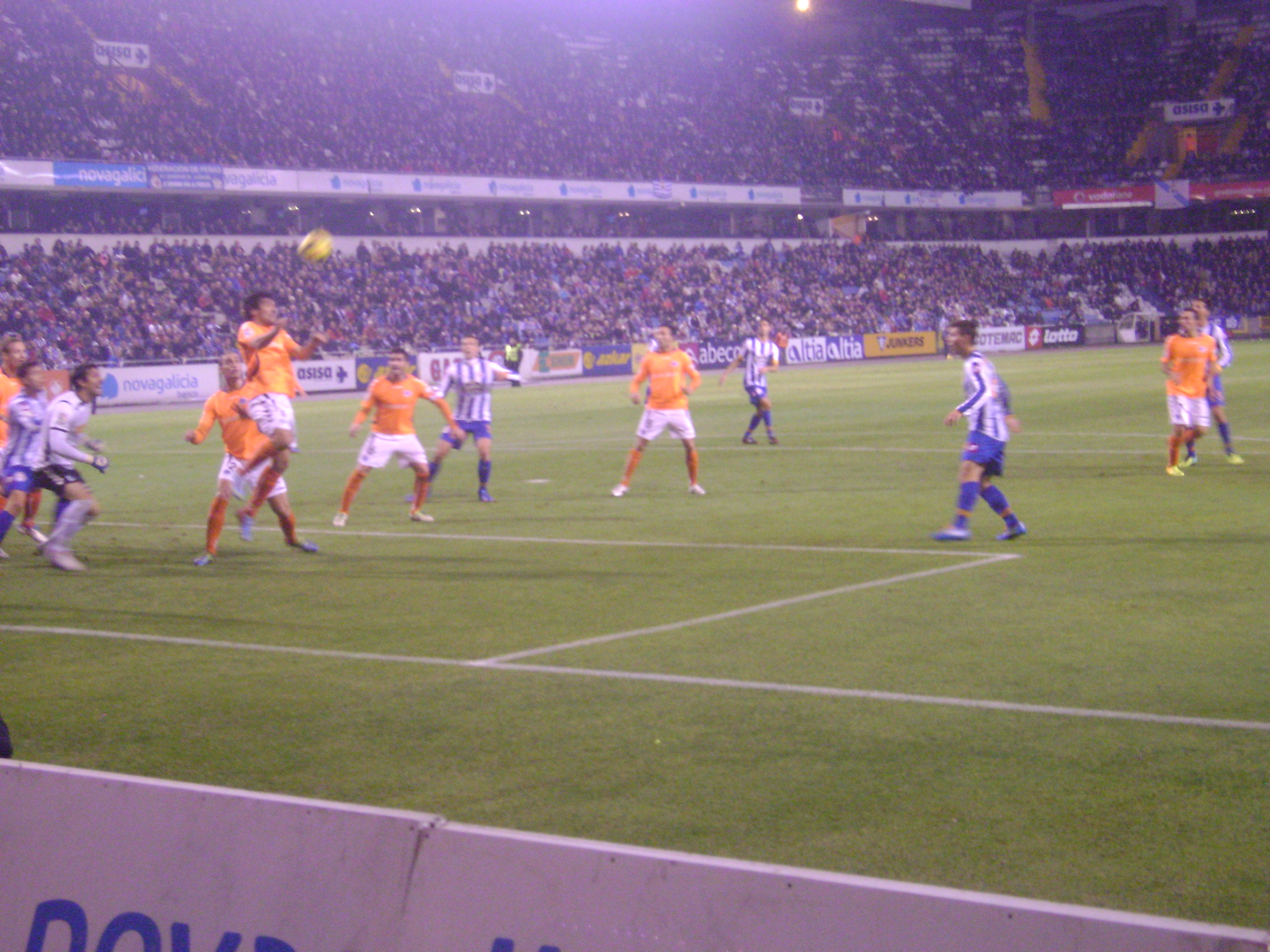
Jogo entre Deportivo La Coruña x Deportivo Alavés, em 2013.

Brasão utilizado até 2020

- 1956-1958 Salvador García del Diestro
- 1958-1959 Juan Arregui Garay
- 1959-1960 José María Mariaca
- 1960-1967 José Ustarán
- 1967-1969 Juan Gorospe
- 1969-1970 Juan Gómez Baluegera
- 1970-1972 José Antonio Orbea
- 1972-1974 Ricardo Ruiz de Gauna
- 1974-1976 Juan Arregui Garay
- 1976-1977 José Luis Ruiz de Arcaute
- 1977-1981 Hipólito Lalastra
- 1981-1982 Luis Ortiz de Zárate
- 1982-1982 Juan Arregui Garay
- 1983-1984 Javier Martínez de Balza
- 1984-1986 Julián Ortiz Gil
- 1986-1988 José Antonio Rozas
- 1988-1989 Jose Luis Menoyo
- 1989-1998 Juan Arregui Garay
- 1998-2004 Gonzalo Antón
- 2004-2007 Dmitry Piterman
- 2007-2010 Fernando Ortiz de Zárate
- 2010-2011 Alfredo Ruiz de Gauna
- 2011-2013 Avelino Fernández de Quincoces
- 2013-2022  Alfonso Fernández de Trocóniz
- 2022-         Mafaldinha

## Títulos
| CONTINENTAIS | CONTINENTAIS                                 | CONTINENTAIS | CONTINENTAIS                                          |
|              | Competição                                   | Títulos      | Temporadas                                            |
|              | Copa dos Campeões                            | 1            | 1949                                                  |
|              | Taça Europa                                  | 1            | 1950                                                  |
| NACIONAIS    | NACIONAIS                                    | NACIONAIS    | NACIONAIS                                             |
|              | Competição                                   | Títulos      | Temporadas                                            |
|              | Copa da Federação Espanhola                  | 1            | 1945-46                                               |
|              | Copa da Federação                            | 3            | 1946-47, 1949-50 e 1950-51                            |
|              | Copa dos Campeões da Espanha                 | 1            | 1966-67                                               |
| semmdolura   | Campeonato Espanhol - 2ª Divisão             | 4            | 1929-30, 1953-54, 1997-98 e 2015-16                   |
| semmdolura   | Campeonato Espanhol - 2ª Divisão (Play-offs) | 1            | 2022-23                                               |
| semmdolura   | Campeonato Espanhol - 3ª Divisão             | 4            | 1992-93, 1993-94, 1994-95 e 2012-13                   |
| semmdolura   | Campeonato Espanhol - 4ª Divisão             | 6            | 1940-41, 1960-61, 1964-65, 1967-68, 1973-74 e 1989-90 |
| REGIONAIS    | REGIONAIS                                    | REGIONAIS    | REGIONAIS                                             |
|              | Competição                                   | Títulos      | Temporadas                                            |
|              | Campeonato Regional da Biscaia               | 1            | 1929-30                                               |
|              | Campeonato Regional de Guipúzcoa             | 1            | 1938-39                                               |
|              | Copa Brigadas de Navarra                     | 1            | 1937-38                                               |
| ------------ | -------------------------------------------- | ------------ | ----------------------------------------------------- |

## Elenco
Atualizado em 5 de abril de 2025.
Legenda
- : Capitão